# حزب الوحدة السورية
تم تأسيس حزب الوحدة السورية من قبل المهاجرين السوريين في القاهرة في نهاية عام 1918. كان من بين مؤسسيه موقعون على المذكرة التي أسفرت عن إعلان السبعة والأشخاص الذين كانوا على صلة بالحزب العثماني للامركزية الإدارية. في أغسطس 1921، نظم الحزب المؤتمر السوري الفلسطيني في جنيف بهدف التأثير على شروط ولاية عصبة الأمم المقترحة على الإقليم.

## الأعضاء والمنصة
- ميشيل لطف الله
- محمد رشيد رضا
- رفيق العظم؛
- حقي العظم
- عبد الرحمن الشهبندر؛
- خالد الحكيم
- الشيخ كمال القصاب؛
- سالم سركيس
- إسكندر عمون
- محب الدين الخطيب؛

ذكرت منصة الحزب ما يلي:
1. تمتد سوريا في سلامتها الإقليمية ووحدتها الوطنية من جبال طوروس في شمالًا إلى نهري خابور والفرات شرقًا إلى الصحراء العربية ومدائن صالح جنوبًا والبحر الأحمر، والعقبة، وخط رفح والبحر الأبيض المتوسط غربًا.

1. تتمتع سوريا باستقلالية مطلقة تكفلها عصبة الأمم، وتضمن دستورها أيضًا دون المساس باستقلالها.

## الخلفية
قبل الحرب، كانت القاهرة مركزًا نشطًا لحركة الاستقلال العربية النامية، وكان جوها المريح ومجتمع المهاجرين السوريين نقطة جذب للمنفى السياسي.
في 23 أكتوبر 1918 بعد حملة سيناء وفلسطين ضمن الحرب العالمية الأولى، تم إنشاء إدارة أراضي العدو المحتلة على مقاطعات بلاد الشام من الدولة العثمانية السابقة. في وقت سابق في 1 أكتوبر 1918، كان الجنرال اللنبي مصرحًا له بالسماح برفع العلم العربي في دمشق.
سيطرت ثلاث منظمات على المشهد السياسي في دمشق وهي النادي العربي (ذو اتصالات فلسطينية قوية)، وحزب الاستقلال العربي (المتصل بجمعية العربية الفتاة) وجمعية العهد (جمعية للضباط العراقيين).
تم إعلان حكومة عربية في 5 أكتوبر 1918 حصلت على استقلال فعلي بعد انسحاب القوات البريطانية في 26 نوفمبر 1919. كانت المملكة العربية السورية دولة غير معترف بها أعلنت كمملكة في 8 مارس 1920 واستمرت حتى 25 يوليو 1920. خلال وجودها القصير، كانت المملكة تحت قيادة فيصل حسين بن علي فيصل بن حسين. ومع مطالبها بأراضي سوريا الكبرى، إلا أن حكومة فيصل كانت تسيطر على منطقة محدودة وكانت تعتمد على بريطانيا التي عارضت عمومًا فكرة سوريا الكبرى ورفضت الاعتراف بالمملكة. استسلمت المملكة للقوات الفرنسية في 25 يوليو 1920.

## قائمة المراجع
- Porath، Yehoshua (1974). The emergence of the Palestinian-Arab national movement, 1918-1929. Cass. ISBN:978-0-7146-2939-1. مؤرشف من الأصل في 2020-02-07.
- Khoury، Philip Shukry (14 يوليو 2014). Syria and the French Mandate: The Politics of Arab Nationalism, 1920-1945. Princeton University Press. ISBN:978-1-4008-5839-2. مؤرشف من الأصل في 2020-02-07.
- Beshara، Adel (27 أبريل 2012). The Origins of Syrian Nationhood: Histories, Pioneers and Identity. Taylor & Francis. ISBN:978-1-136-72450-3. مؤرشف من الأصل في 2020-02-07.